# Pongrácz család

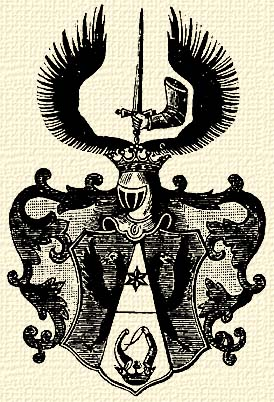
A szentmiklósi és óvári Pongrácz család címere

A szentmiklósi és óvári gróf, báró, illetve nemes Pongrácz család egy ősrégi Liptó vármegyei nemesi család. Az igen kiterjedt nemesi családnak van egy köznemesi, egy bárói és egy grófi ága.

## A család története
A család legkorábbi ismert őse András, akiről 1286. július 8-án maradt említés. 1360. június 8-án, András fia, Pongrác, új adományt és vásárjogot nyert Szentmiklósra. Az első, aki a Pongrácz vezetéknevet viselte, az Pongrácz István szakolcai kapitány, aki 1459-től szerepel az oklevelekben. Istvánnak az egyik fivére Pongrácz Pongrác Liptó vármegye főispánja, a másik Pongrácz Jakab volt. Pongrácz István kapitány fiától, Pongrácz Pongráctól, bajmóci kapitánytól származik a család köznemesi ága; Pongrácz Jakabtól pedig a család főnemesi ága.
Pongrácz Jakab (†1487) fia, szentmiklósi és óvári Pongrácz Miklós (1505-1525) királyi asztalnok, udvarmester volt; felesége, az előkelő családból származó bucsinai Korláthkeőy Kata lett. Az egyetlen fiúgyermekük, Pongrácz Gáspár (†1580), aki Trencsén vármegye alispánja volt.

### A család főnemesi ága
Pongrácz Gáspár alispán elvette jeszenicei Szunyogh Borbála kisasszonyt, aki 13 gyermekkel áldotta meg. A sok gyermek közül, szentmiklósi és óvári Pongrácz Dániel (†1616) igen messzire vitte a családját, 1608. december 17-én szerzett bárói rangot. Báró Pongrácz Dániel felesége Majláth Anna lett. Dédunokájuk, báró Pongrácz Ferenc (†1681) és cserneki és tarkeöi Dessewffy Anna fia, báró Pongrácz Gáspár, ezredes volt, aki 1690-ben kapott megerősítést bárói rangjára. Báró Pongrácz Ferenc és Dessewffy Anna egy másik gyermeke, szentmiklósi és óvári báró Pongrácz Imre (1654-1724) esztergomi kanonok, útleíró, római katolikus prépost és pharesi címzetes püspök volt. Pongrácz Imre III. Károly magyar királytól 1719. január 13.-án préposti címet szerzett
Báró Pongrácz Gáspár ezredes feleségül vette báró trebosztói Révay Júlia úrleányt, akitől 1710-ben született fia, ifjabb báró Pongrácz Gáspár, kamarás, titkos tanácsos, aki Mária Terézia magyar királynőtől 1743. június 19-én szerzett grófi rangot. Vértesacsán 1735. január 26-án horencki Hörnigh Antónia kisasszonyt vette el, akitől 8 gyermeke született. Közülük gróf Pongrácz Bálint (1740-1788) császári és királyi kamarás, testőr, kapitány; és gróf Pongrácz Nándor (1738-1798) kamarás. Gróf Pongrácz Nándor Budán, 1762. július 8-án vette el szirmabessenyői, cserneki és tarkeöi gróf Szirmay Kata (1732-1792) kisasszonyt, gróf Szirmay Tamás és gróf Pergen Kata leányát.
Pongrácz Nándor és Szirmay Kata házasságából gróf Pongrácz János (1763-1845) volt az egyetlen, aki elérte a felnőttkort. Kétszer nősült meg, először csíkszentkirályi és krasznahorkai gróf Andrássy Anna Júlia (1767-1807), csillagkeresztes úrhölgyet vette feleségül, majd annak halála után báró szalai Barkóczy Mária Zsuzsával (1779-1839) kötött házasságot. Mindkettő házassága népes volt, és gyermekei a családnak a különböző grófi ágait alkotják. Gróf Pongrácz János és neje Andrássy Anna elsőszülött fia, ifjabb gróf Pongrácz János (1789-1843), cs. és kir. kamarás, helytartósági tanácsos, aki a család  grófi főágazatának az alapítója. Másrészt az egyik gyermeke a második feleségétől, báró Barkóczy Máriától szentmiklósi és óvári Pongrácz Eugen (Jenő vagy Ödön) (1813-1891), kamarás, testőr huszárezredes, aki a család grófi ága alágazatának az alapítója. A másik fia gróf Pongrácz Jánosnak és báró Barkóczy Máriának gróf Pongrácz Arnold (1811-1890) királyi kamarás, helytartósági tanácsos, a Vaskoronarend lovagja volt.

#### A grófi ág alágazat
Szentmiklósi és óvári Pongrácz Jenő (1813-1891), kamarás, testőr huszárezredes, 1847. december 20-án vette el nagylónyai és vásárosnaményi Lónyay Vilma (1826-1902) úrhölgyet, csillagkeresztes hölgyet. A házasságból három fiú és egy leány gyermek született: a legidősebb, ifjabb gróf Pongrácz Jenő  (1853-1913) cs. és kir. kamarás, koronaügyész, máltai lovag volt. 1894-ben vásárolt meg Paloznakban egy nagy kastélyt, amelyet később Pongrácz-kastélynak neveztek. A ház mediterrán stílusú felújítását, javítását 1927-ben végezték.
Idősebb gróf Pongrácz Jenő és Lónyay Vilma legfiatalabb gyermeke, gróf Pongrácz Vilmos (1859-1900) cs. és kir. kamarás, honvéd huszárhadnagy volt. Gróf Pongrácz Vilmos 1885. április 8-án Budapesten feleségül vette a tekintélyes köznemesi származású baráthi Huszár Gabriella (1862-1946) kisasszonyt, csillagkeresztes hölgyet.
Pongrácz Vilmos és Huszár Gabriella fia szentmiklósi és óvári gróf Pongrácz Jenő Vilmos (1890-1966), a magyar felsőház tagja, országgyűlési képviselő, máltai lovag volt. Pongrácz Jenő zsadányi és törökszentmiklósi gróf Almásy Jeanne (1905-1973) kisasszonnyal kötött házasságot 1925. június 3-án.

### A család honti és trencséni köznemesi ága
A család köznemesi ágának alapítója Pongrácz Pongrác, bajmóci kapitány volt, aki 1508-ban élt. Feleségétől, Majtényi Margittól származnak a további köznemesi ágak.
Ükunokája, Pongrácz Mihály, aki 1590-ben élt, feleségétől Drabeczky Margittól született fia, ifjabb Pongrácz Mihály, Nedeczky Erzsébet férje volt. A frigyükből született Pongrácz Kristóf, abaúji alispán és Pongrácz András, akinek az első neje Vály Erzsébet, a második Perényi Zsófia volt. Ennek az idősebb Pongrácz Andrásnak a fia szintén András volt. Ifjabb Pongrácz András (1665-1729) feleségül vette Baros Éva kisasszonyt, akitől Ordódy Jánosné Pongrácz Veronika úrnő és idősebb Pongrácz József származott.
Pongrácz József (1728-1798) és Kellio Anna Mária házasságából született Pongrácz Ádám, akinek a fia Pongrácz Joachim (†1831) honti főszolgabíró volt. Pongrácz Joachim és Fogarassy Mária fia, szentmiklósi és óvári Pongrácz László (1824-1890) honvéd dandárparancsnok, cs. és kir. altábornagy volt.
Pongrácz József és Kellio Anna másik gyermeke szintén vitte tovább a családot és egy másik ágat alapított: ifjabb Pongrácz József (†1822) királyi udvarnok és neje Ugronovics Julianna fia, Pongrácz Gáspár Trencsén vármegye alispánja, törvényszéki elnök volt. Fivére, Pongrácz István (†1832) Hont vármegye táblabírája volt. Első felesége Misics Polixenia, a második Okolicsányi Klára lett. A második feleségétől 7 gyermek született, akik közül szerepelt: szentmiklósi és óvári Pongrácz Lajos (1815-1899) Hont vármegye alispánja, író, útleíró, költő, tüzérőrnagy, császári és királyi kamarás; és szentmiklósi és óvári Pongrácz István (1821-1900) császári és királyi kamarás, császári és királyi tábornok.

## A család címerének leírása
A család címere: A pajzs udvarában kiterjesztett szárnyakkal kétfejű sas, melynek testét kétfelé vágja egy, a pajzs aljától felnyúló gúla alakú udvar, melyben arany koronából egy kürtszarv, és vele átellenben egy páncélos kar nyúlik ki, fölötte csillag ragyog (ez az ősi címer). A pajzs fölötti sisak koronájából két kiterjesztett sasszárny között páncélos kar könyököl kivont kardot tartva. A sisak takaró foszladék mindkét oldalról arany kék. (Az ősi címer ezüst udvarban van).

## A család kiemelkedő tagjai
- Szentmiklósi és óvári Szent Pongrácz István (1582-1619) magyar jezsuita szerzetes, vértanú.
- Szentmiklósi és óvári báró Pongrácz Imre (1654-1724) esztergomi kanonok, útleíró, római katolikus prépost és pharesi címzetes püspök.
- Szentmiklósi és óvári Pongrácz Lajos (1815-1899) író, útleíró, költő, tüzérőrnagy, császári és királyi kamarás, Hont vármegye alispánja.
- Szentmiklósi és óvári Pongrácz István (1821-1900) császári és királyi kamarás, császári és királyi tábornok.
- Szentmiklósi és óvári Pongrácz László (1824-1890) honvéd dandárparancsnok, cs. és kir. altábornagy.
- Szentmiklósi és óvári Pongrácz Elemér (1862-1944) képviselőházi pénztárnok, író, újságíró, helytörténész, múzeumigazgató.